# Lois des brehons
Les Dlíthe na mBreithiúna ou « lois des juges », ou Brehon Laws en anglais, sont des statuts qui ont régi la vie quotidienne et la politique en Irlande jusqu'à l'invasion normande de 1171 (le mot « Brehon » est une adaptation anglaise de breitheamh mot irlandais signifiant « juge »). Ces lois ont été écrites durant la période du vieil irlandais (600-900) et sont présumées refléter les lois traditionnelles de l'Irlande pré-chrétienne. Néanmoins, le prologue pseudo-historique semble indiquer une influence chrétienne. On y mentionne que saint Patrick a béni la bouche d'Ollam en chef, pour que les lois soient conformes à la morale chrétienne. Ces lois séculaires ont existé parallèlement avec le droit canon, et sont parfois entrées en conflit avec elle au début de la période chrétienne.
Ces lois étaient un code civil plutôt que pénal, s'intéressant à la compensation du mal fait et au règlement de la propriété, aux héritages et aux contrats ; le concept de la punition du crime, administrée par l'État étant étranger aux premiers législateurs de l'Irlande. Elles montrent que l'Irlande dans la période médiévale était une société hiérarchique, portant une grande attention au statut social, aux droits et devoirs qui lui étaient assortis, selon la propriété, et aux rapports entre les seigneurs et leurs clients et serfs.